# 2MASS J15532142+2109071
2MASS J15532142+2109071 ist ein L-Zwerg im Sternbild Schlange. Er wurde 1999 von J. Davy Kirkpatrick et al. entdeckt.